# Vægtløftning under sommer-OL 2016 - 53 kg (damer)
Kvindernes 53 kg vægtklasse i vægtløftning under sommer-OL 2016 i Rio de Janeiro fandt sted d. 7. august 2016 i Pavilion 2 i Riocentro.

## Tidsoversigt
Alle tider er brasiliansk tid (UTC-03:00)
| Dato           | Tid   | Begivenhed |
| -------------- | ----- | ---------- |
| 7. august 2016 | 12:30 | Gruppe B   |
| 7. august 2016 | 15:30 | Gruppe A   |

## Resultater
| Rang | Atlet            | Land            | Gruppe | Krops vægt | Snatch (kg) | Snatch (kg) | Snatch (kg) | Snatch (kg) | Clean & Jerk (kg) | Clean & Jerk (kg) | Clean & Jerk (kg) | Clean & Jerk (kg) | Total |
| Rang | Atlet            | Land            | Gruppe | Krops vægt | 1           | 2           | 3           | Resultat    | 1                 | 2                 | 3                 | Resultat          | Total |
| ---- | ---------------- | --------------- | ------ | ---------- | ----------- | ----------- | ----------- | ----------- | ----------------- | ----------------- | ----------------- | ----------------- | ----- |
| 1    | Hsu Shu-ching    | Kinesisk Taipei | A      | 52.60      | 92          | 96          | 100         | 100         | 112               | 126               |                   | 112               | 212   |
| 2    | Hidilyn Diaz     | Filippinerne    | A      | 52.61      | 88          | 88          | 91          | 88          | 111               | 112               | 117               | 112               | 200   |
| 3    | Yoon Jin-hee     | Sydkorea        | A      | 52.59      | 88          | 90          | 90          | 88          | 110               | 110               | 111               | 111               | 199   |
| 4    | Rebeka Koha      | Letland         | A      | 52.11      | 87          | 87          | 90          | 90          | 103               | 107               | 110               | 107               | 197   |
| 5    | Rosane Santos    | Brasilien       | A      | 52.57      | 85          | 90          | 90          | 90          | 103               | 107               | 108               | 103               | 193   |
| 6    | Kanae Yagi       | Japan           | B      | 52.39      | 81          | 81          | 81          | 81          | 101               | 101               | 105               | 105               | 186   |
| 7    | Dewi Safitri     | Indonesien      | A      | 52.78      | 80          | 80          | 80          | 80          | 105               | 105               | 108               | 105               | 185   |
| 8    | Evagjelia Veli   | Albanien        | B      | 51.58      | 68          | 72          | 75          | 75          | 88                | 90                | 96                | 90                | 165   |
| 9    | Lely Burgos      | Puerto Rico     | B      | 49.53      | 67          | 70          | 72          | 72          | 85                | 88                | 90                | 90                | 162   |
| 10   | Scarleth Mercado | Nicaragua       | B      | 52.85      | 62          | 66          | 68          | 66          | 83                | 86                | 89                | 89                | 155   |
| 11   | Fiorella Cueva   | Peru            | B      | 48.32      | 62          | 65          | 67          | 65          | 85                | 88                | 90                | 88                | 153   |
| 12   | Sofia Rito       | Uruguay         | B      | 51.74      | 64          | 64          | 67          | 64          | 82                | 82                | 88                | 82                | 146   |
| –    | Li Yajun         | Kina            | A      | 52.50      | 98          | 101         | 104         | 101 OR      | 123               | 126               | 126               | –                 | –     |